# Club Deportivo Gran Canaria
El Club Deportivo Gran Canaria fue un club de fútbol de la isla de Gran Canaria (Islas Canarias), España, fundado como tal en 1914. Desapareció en el año 1949, cuando al fusionarse con otros cuatro equipos locales, el Atlético Club, el Real Club Victoria, el Arenas Club y el Marino Fútbol Club, se creó la Unión Deportiva Las Palmas, equipo representativo de la isla de Gran Canaria.
Su actividad principal hasta 1949 fue la práctica del fútbol. Fue junto con el Marino FC y el RC Victoria uno de los más importantes clubes de fútbol de la isla de Gran Canaria.
Participó en diversas competiciones hasta el año de su desaparición. El Gran Canaria fue uno de los primeros clubes junto con el Atlético Club en ceder todos sus trofeos a la actual Unión Deportiva Las Palmas.